# KOD (album)
KOD (skrótowiec od fraz Kids on Drugs, King Overdosed oraz Kill Our Demons) – piąty album studyjny amerykańskiego rapera J. Cole’a. Został wydany 20 kwietnia 2018 nakładem wytwórni Dreamville Records, Roc Nation oraz Interscope Records. Płyta traktuje tematy dotyczące zażywania narkotyków, uzależnień, depresji, chciwości, kultury afroamerykańskiej, czy systemu podatkowemu w Stanach Zjednoczonych.
Album otrzymał pozytywne opinie krytyków i zadebiutował na szczycie listy Billboard 200.

## Lista utworów
Spis utworów w całości pochodzi z oficjalnej strony wytwórni Dreamville Records:
| Nr  | Tytuł utworu                      | Autorzy                                                                             | Długość |
| --- | --------------------------------- | ----------------------------------------------------------------------------------- | ------- |
| 1.  | „Intro”                           | J. Cole, Richard Clay, Carl Clay, Wayne Garfield                                    | 1:47    |
| 2.  | „KOD”                             | Cole                                                                                | 3:11    |
| 3.  | „Photograph”                      | Cole, Raymond Evans, Jay Livingston, Francis Hime                                   | 3:38    |
| 4.  | „The Cut Off (feat. Kill Edward)” | Cole, Kill Edward, Bill Withers, Takehiro Honda                                     | 3:57    |
| 5.  | „ATM”                             | Cole, Nicholas Brodszky, Sammy Cahn                                                 | 3:36    |
| 6.  | „Motiv8”                          | Cole, Roy Ayers, James Bedford, Lamont Porter, Sylvia Striplin, Christopher Wallace | 2:13    |
| 7.  | „Kevin's Heart”                   | Cole, Tyler Williams, Mark Pellizzer                                                | 3:20    |
| 8.  | „Brackets”                        | Cole, Richard Pryor, Marilyn Bergman, Alan Bergman, Quincy Jones                    | 5:15    |
| 9.  | „Once an Addict (Interlude)”      | Cole, Ron Gilmore, Michał Urbaniak                                                  | 3:17    |
| 10. | „Friends (feat. Kill Edward)”     | Cole, Edward, John Dankworth                                                        | 4:17    |
| 11. | „Window Pain (Outro)”             | Cole, Edward, Jorge Barreiro                                                        | 4:46    |
| 12. | „1985 (Intro to The Fall Off)”    | Cole                                                                                | 3:10    |
|     |                                   |                                                                                     | 42:27   |

## Certyfikaty
| Kraj                     | Certyfikat | Sprzedaż   |
| ------------------------ | ---------- | ---------- |
| Kanada (Music Canada)    | Złoto      | 40 000+    |
| Stany Zjednoczone (RIAA) | Platyna    | 1 000 000+ |
| Wielka Brytania (BPI)    | Srebro     | 60 000+    |